# Piet van den Hout
Pieter Johannes (Piet) van den Hout (Zwijndrecht, 1961) is een Nederlands jurist, bioloog en schrijver. Van den Hout promoveerde in de rechten in 1993 met het proefschrift Oplichting: knooppunt van valsheid en bedrog aan de Universiteit van Tilburg. Daarna besloot hij biologie te gaan studeren aan de Rijksuniversiteit Groningen. In 2001 behaalde hij cum laude zijn masterstudie en in 2010 promoveerde hij bij hoogleraar Theunis Piersma met het proefschrift Struggle for Safety: Adaptive responses of wintering waders to their avian predators.
Hij was lange tijd betrokken als onderzoeker bij het Koninklijk Nederlands Instituut voor Onderzoek der Zee (NIOZ) en als redacteur van Limosa, het tijdschrift van de Nederlandse Ornithologische Unie.
Van den Hout schreef meerdere columns en populair wetenschappelijke boeken, waaronder: Gevaarlijk spel. Over roofdieren en hun prooien, uitgegeven door uitgeverij Atlas Contact. Dit boek werd in 2020 werd genomineerd voor de Jan Wolkers Prijs.
In 2023 kwam bij dezelfde uitgever een nieuw boek uit genaamd: Op de huid van de heide, een natuurdagboek.

## Selectie van overige werken
- Predator escape tactics in birds: linking ecology and aerodynamics, Behavioral Ecology, Oxford University Press (2009)
- Differential mortality of wintering shorebirds on the Banc d’Arguin, Mauritania, due to predation by large falcons, IBIS International Journal of Avian Science (2008)
- Fitness cost of incubation in great tits (Parus major) is related to clutch size, M.E de Heij et al, The Royal Society Publishing (2006)